# 18. okręg wyborczy w Illinois
Osiemnasty okręg wyborczy w Illinois – jednomandatowy okręg wyborczy, w którym co dwa lata odbywają się wybory do Izby Reprezentantów Stanów Zjednoczonych.
Okręg został utworzony po spisie ludności w 1870 roku, gdy stan Illinois zyskał kolejnych przedstawicieli w Izbie Reprezentantów. Pierwsze wybory w okręgu przeprowadzono jesienią 1872 roku.

## Chronologiczna lista przedstawicieli
|  | Przedstawiciel      | Data objęcia urzędu | Data opuszczenia urzędu | Partia polityczna    |
|  | ------------------- | ------------------- | ----------------------- | -------------------- |
|  | Robert Henry Michel | 3 stycznia 1957     | 3 stycznia 1995         | Partia Republikańska |
|  | Ray H. LaHood       | 3 stycznia 1995     | 3 stycznia 2009         | Partia Republikańska |
|  | Aaron Schock        | 3 stycznia 2009     |                         | Partia Republikańska |